# Dolina Une
Dolina Une este o arie protejată (sit de importanță comunitară — SCI) din Croația întinsă pe o suprafață de 4.271,94 ha, integral pe uscat.

## Localizare
Centrul sitului Dolina Une este situat la coordonatele 45°12′40″N 16°38′49″E / 45.211°N 16.647°E.

## Înființare
Situl Dolina Une a fost declarat sit de importanță comunitară în iulie 2013 pentru a proteja 12 specii de animale.

## Biodiversitate
Situată în ecoregiunea continentală, aria protejată nu include niciun habitat protejat.
La baza desemnării sitului se află mai multe specii protejate:
- mamifere (2): liliac cărămiziu (Myotis emarginatus), liliacul mare cu potcoavă (Rhinolophus ferrumequinum)
- nevertebrate (2): Coenagrion ornatum, fluturele purpuriu (Lycaena dispar)
- pești (8): Barbus balcanicus, Cobitis elongata, Cobitis elongatoides, lostriță (Hucho hucho), porcușor de nisip (Romanogobio kesslerii), babușcă de tur (Rutilus virgo), câră (Sabanejewia balcanica), fusar (Zingel streber)

Pe lângă speciile protejate, pe teritoriul sitului au mai fost identificate 1 specie de nevertebrate.